# Chuzpe (Drama)
Chuzpe ist eine Komödie nach dem Roman You Gotta Have Balls von Lily Brett (2005) in der Bearbeitung von Eva Demski. 
Das Stück wurde am 22. November 2012 in den Wiener Kammerspielen in Anwesenheit von Lily Brett uraufgeführt. Regie führte Dieter Berner, die Musik stammte von dem österreichischen Musiker Parov Stelar. Die Spieldauer ist ca. 2 Stunden und 10 Minuten.

## Personen
- Ruth
- Edek
- Sonja
- Max
- Zofia
- Walentyna

## Handlung
Ruth kann nicht begreifen, dass ihr Vater Edek, vor wenigen Wochen erst aus Melbourne zu ihr nach New York gezogen, weit davon entfernt ist, einen ruhigen Lebensabend zu verbringen. Und dass Lebensabend überhaupt der falsche Begriff
ist für den munteren Siebenundachtzigjährigen. Zunächst macht er sich in Ruths Korrespondenzbüro »nützlich« und bringt dort alles durcheinander. Doch wenig später ziehen ganz selbstverständlich und ohne, dass Ruth vorher darüber informiert worden wäre, Zofia und deren Freundin Walentyna bei Edek ein – zwei Damen im besten Alter, die Edek bei einer Reise nach Polen kennengelernt hatte. Als Edek zusammen mit Zofia und Walentyna auch noch ein Restaurant in der Lower Eastside eröffnen will, das auf Fleischbällchen spezialisiert ist, werden Ruths Nerven auf eine harte Probe gestellt.

## Kritiken
Die Uraufführung in den Wiener Kammerspielen mit Otto Schenk und Sandra Cervik in den Hauptrollen bekam sehr positive Kritiken. So schrieb Der Kurier: „Ein wundervolles Buch, eine kluge Bühnenfassung […] und ein Otto Schenk zum Niederknien – Lily Bretts Roman ‚Chuzpe‘ wird in den Wiener Kammerspielen zu einem bewegenden, hinreißend komischen Plädoyer für Mut und Lebensfreude.“

## Deutsche Ausgabe der Vorlage
- Lily Brett: Chuzpe : Roman, aus dem Englischen von Melanie Walz. Suhrkamp, Frankfurt am Main 2006, ISBN 978-3-518-41827-7

## Aufführungen und Verfilmung
In einer Produktion der Hamburger Kammerspiele wurde das Stück sowohl dort, wie am Berliner Theater am Kurfürstendamm u. a. mit Ulrike Folkerts aufgeführt. Unter dem Titel Chuzpe – Klops braucht der Mensch! wurde der Roman für das Fernsehen verfilmt und im Ersten am 5. September 2015 ausgestrahlt.